# Skärvången

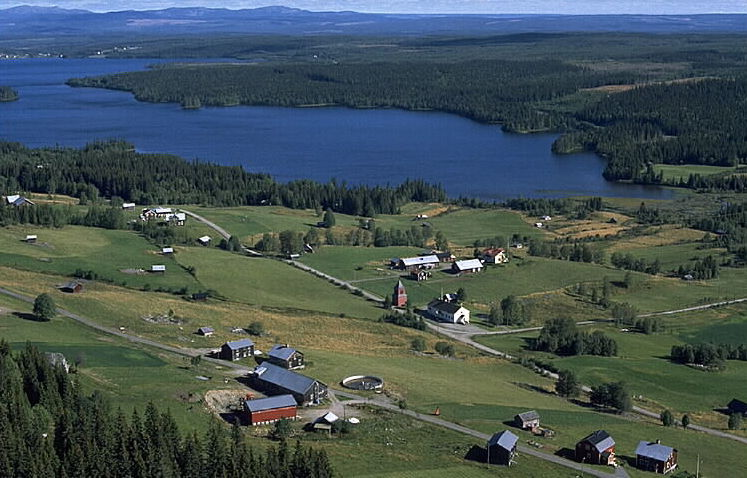
Skärvången från luften.

Skärvången är en fjällnära by i Föllinge socken i nordvästra delen av Krokoms kommun i Jämtlands län med anor från slutet av 1700-talet. Byn ligger vid Fiskevägen, länsväg 340 mellan Krokom och Valsjöbyn, cirka 30 kilometer från gränsen mot Norge. 
I byn finns Skärvångens kapell som tillhör Svenska kyrkan. I byn finns även Skärvångens bymejeri som tillverkar ost. Vid norra sidan av Skärvångssjön finns hällmålningar på Hällbergets och Brattbergets klippväggar som stupar ner i sjön.